# Scopula napariata
Scopula napariata là một loài bướm đêm trong họ Geometridae.